# Valeria Bufanu
Valeria Bufanu (Rumania, 7 de octubre de 1946) es una atleta rumana retirada, especializada en la prueba de 100 m vallas en la que llegó a ser subcampeona olímpica en 1972.

## Carrera deportiva
En los JJ. OO. de Múnich 1972 ganó la medalla de plata en los 100 metros vallas, con un tiempo de 12.84 segundos, llegando a meta tras la alemana Annelie Ehrhardt que con 12.59 segundos batió el récord del mundo, y por delante de otra alemana Karin Balzer (bronce con 12.90 segundos).